# Gold Beach (Oregon)
Gold Beach é uma cidade localizada no estado norte-americano de Oregon, no Condado de Curry.

## Demografia
Segundo o censo norte-americano de 2000, a sua população era de 1897 habitantes.
Em 2006, foi estimada uma população de 1907, um aumento de 10 (0.5%).

## Geografia
De acordo com o United States Census Bureau tem uma área de
6,5 km², dos quais 6,0 km² cobertos por terra e 0,5 km² cobertos por água. Gold Beach localiza-se a aproximadamente 15 m acima do nível do mar.

## Localidades na vizinhança
O diagrama seguinte representa as localidades num raio de 64 km ao redor de Gold Beach.